# Флористичка област Стеновитих планина
Флористичка област Стеновитих планина је део холарктичког царства, који се налази на западу и северозападу Северне Америке, од пацифичке обале до источних падина Стеновитих планина. Ова флористичка област је позната по великом биодиверзитету четинара и великој годишњој количини падавина.
Граничи се с циркумбореалном флористичком облашћу на северу, северноамеричком атлантском облашћу на истоку, а са мадреанском облашћу на југу. Обухвата две флористичке провинције, ванкуверску провинцију и провинцију Стеновитих планина.
Област Стеновитих планина се карактерише специфичном флором, без ендемичних фамилија семених биљака. Оригинално је ендемична једна фамилија маховина јетрењача, Gyrothyraceae, али се дејством људи ова фамилија проширила и на Алеутска острва. Следећи родови су ендемични или скоро ендемични за ову област: Sequoia, Sequoiadendron, Vancouveria, Darlingtonia, , , , , , , , , , , , , , , , , , , , , , , , , , , , , , , , Orochaenactis, Raillardella, Scoliopus, Scribneria.